# Isla de Masbate
La isla de Masbate es una de las tres principales islas de la provincia de Masbate, en las Filipinas. Las otras dos islas más importantes son la isla Tizón y la isla de Burias. A nivel mundial Masbate es la 156 isla más grande de acuerdo a su superficie y 59 mayor isla del mundo según su población. Está situada en el centro de las Visayas, La isla tiene forma de V invertida, ocupa una superficie de 3.269 kilómetros cuadrados y su capital es la ciudad de Masbate, con 71.441 habitantes en 2000. Exploradas por los españoles en el siglo XVI, serán regidas por estos hasta la guerra Hispano-norteamericana, cuando Estados Unidos obtuvo el control. Fue ocupada por los japoneses durante la Segunda Guerra Mundial, siendo recuperada por los EE. UU., en 1945, para luego pasar a las Filipinas cuando esta se independizó. El oro fue extraído durante siglos en el norte.